# Castelul Kunrau

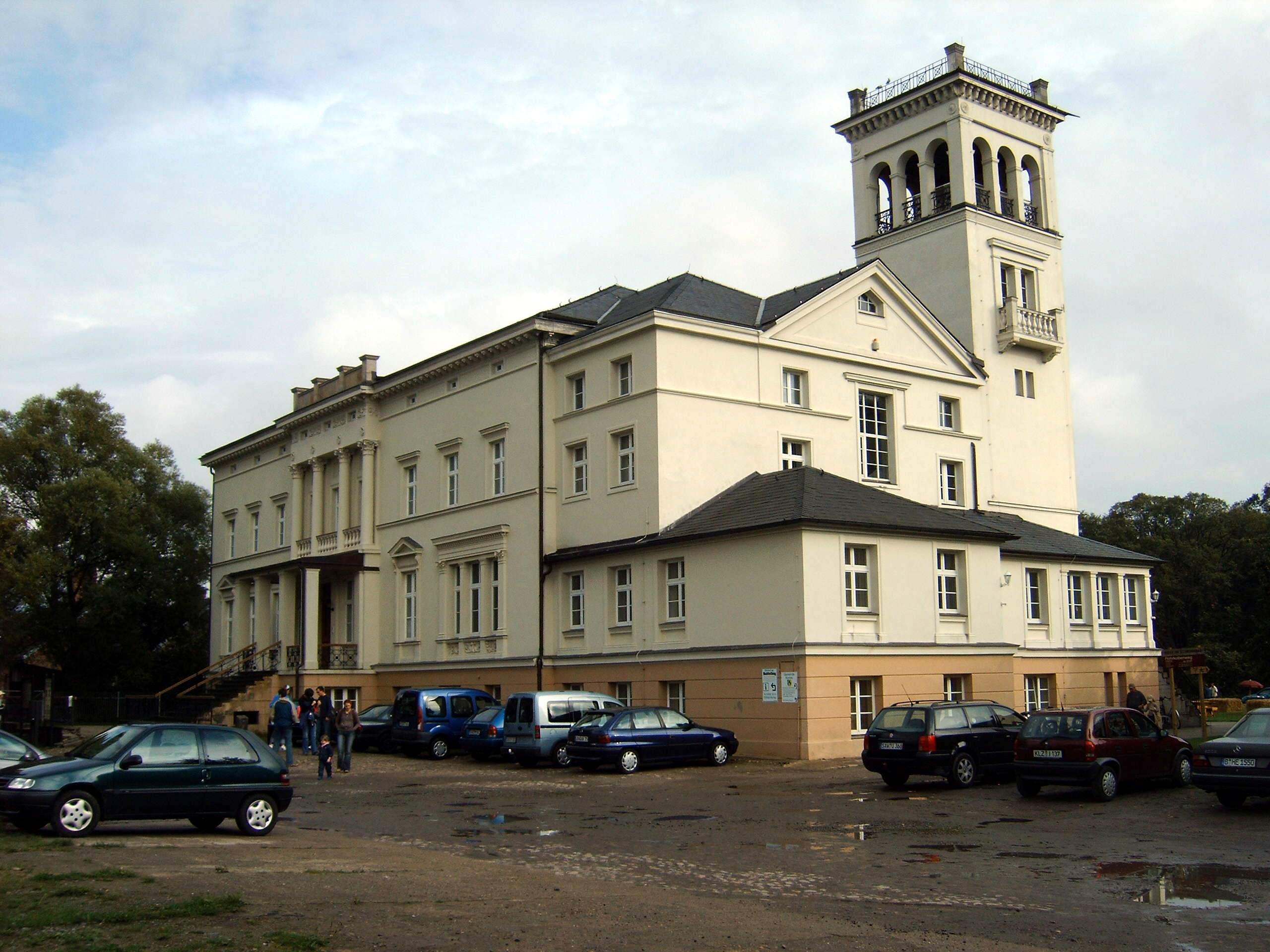

Castelul Kunrau este situat în Kunrau, Sachsen-Anhalt, Germania.
El a fost construit în stilul renașterii italiene  între anii 1859 - 1861 pentru „Theodor Hermann Rimpau” care întemeiat metoda asanării ținuturilor mlăștinoase. 
După al doilea război mondial castelul a fost jefuit. Până în anul 1949 a oferit loc de refugiu celor rămași fără adăpost după război. Ulterior a fost amenajat pentru o casă de cultură.
Clădirea are un turn de 22,5 m înălțime, interiorul are sculpturi în lemn, de castel aparține un parc cu pomi,
Azi castelul servește ca reședința administrației Verwaltungsgemeinschaft Klötze și pentru un centru ecologic, aici au loc și ceremonii de cununie.